# بيولا لويز هنري
بيولا لويز هنري (بالإنجليزية: Beulah Louise Henry)‏ هي مهندسة ومخترِعة أمريكية، ولدت في 28 سبتمبر 1887 في رالي في الولايات المتحدة، وتوفيت في 1 فبراير 1973.